# رنگینک سبز
رنگینک سبز (نام علمی: Xenopipo holochlora) نام یک گونه از سرده رنگینک‌های عجیب است.